# سنجاي سينغ (سياسي)
سنجاي سينغ (بالهندية: संजय सिंह)‏ (بالإنجليزية: Sanjay Singh)‏ هو سياسي هندي، ولد في 22 مارس 1972 في أتر برديش في الهند. حزبياً، نشط في Aam Aadmi Party ‏. وقد انتخب عضو راجيا سابها ‏ عن دائرة National Capital Territory of Delhi ‏ وقد انضم خلال فترته النيابية  للكتلة البرلمانية Aam Aadmi Party ‏.